# Ле Казе (Гросето)
Ле Казе је насеље у Италији у округу Гросето, региону Тоскана.
Према процени из 2011. у насељу је живело 54 становника. Насеље се налази на надморској висини од 13 м.